# موشكان (مقاطعة تشرداول)
موشكان (بالفارسية: موشکان) هي قرية تقع في قسم شباب الريفي (مقاطعة تشرداول) في إيران. يقدر عدد سكانها بـ 196 نسمة .